# David Rindos
David Rindos (Nova Iorque, 1947 - 1996) foi um arqueólogo e biólogo estadunidense.
Graduou-se em Sociologia pela Universidade Cornell em 1969. Trabalhou nas organizações Volunteers in Service to America e New York Public Interest Research Group. Em 1976, atuou na área da paleoetnobotânica no Projeto Alambra no Chipre, e em 1977 trabalhou no Projeto Arqueológico de Sula Valley em Honduras. Depois disso, voltou a Cornell e tornou-se Mestre em Botânica em 1980 e Doutor em Antropologia e Biologia Evolutiva em 1981.
Rindos lecionou em Cornell e nas Universidades dos estados de Illinois, Missouri e Michigan, além da Australian National University e da University of Western Australia; nesta última, esteve envolvido numa polêmica em torno de sua produção acadêmica.
Sua obra mais conhecida é "As Origens da Agricultura" (1984), na qual explicou o surgimento da agricultura como coevolução seletiva de grupos humanos e plantas que se beneficiaram mutuamente. Segundo sua teoria neodarwiniana, a seleção natural atua sobre a aspectos culturais específicos (porcentgem de artefatos, plantas e animais na dieta, etc).
Rindos também teve artigos publicados na revista "Current Anthropology", na "Enciclopédia Britânica" e na "Illustrated History of Humankind". Morreu de um ataque do coração em 1996.